# Midtown Madness (serie)
Midtown Madness es una saga de videojuegos para competir en carreras de vehículos en ciudades famosas alrededor del mundo. Los juegos de la saga se diferencian de los juegos convencionales de carreras en dos aspectos significativos: ofrecen argumentos poco comunes, y permiten libremente vagar a través de la ciudad, mientras que la mayoría de los juegos convencionales solamente permiten seguir una pista predefinida.
Midtown Madness y Midtown Madness 2, fueron desarrolladas por Angel Studios (ahora Rockstar San Diego). Sin embargo, Midtown Madness 3 fue desarrollado por Digital Illusions CE, y lanzado solamente para Xbox. Todos los juegos fueron publicados por Microsoft Game Studios.

## Midtown Madness
El juego original fue lanzado en 1999 para Windows; se desarrolla en Chicago.

## Midtown Madness 2
La primera secuela fue lanzada en 2000 para Windows; se desarrolla en Londres y San Francisco.

## Midtown Madness 3
El tercer juego de la saga se lanzó en 2003 para Xbox; se desarrolla en París y Washington D. C.
- Datos: Q3100484